# Europäisches Olympisches Sommer-Jugendfestival 2025/Radsport
Die Wettkämpfe im Radsport beim Europäischen Olympischen Sommer-Jugendfestival 2025 in Kumanovo fanden vom 22. bis zum 24. Juli 2025 statt.
Für Jungen und Mädchen wurden je ein Einzelzeitfahren, ein Straßenrennen und ein Mountainbike-Cross-Country-Wettbewerb ausgetragen.

## Bilanz

### Medaillenspiegel
| Platz  | Land           | Gold | Silber | Bronze | Gesamt |
| ------ | -------------- | ---- | ------ | ------ | ------ |
| 1      | Schweiz        | 2    | –      | –      | 2      |
| 2      | Belgien        | 1    | 2      | –      | 3      |
| 3      | Italien        | 1    | –      | 1      | 1      |
| 4      | Österreich     | 1    | –      | –      | 1      |
| 4      | Slowakei       | 1    | –      | –      | 1      |
| 6      | Frankreich     | –    | 2      | –      | 2      |
| 7      | Schweden       | –    | 1      | –      | 1      |
| 8      | Polen          | –    | 1      | 1      | 2      |
| 9      | Großbritannien | –    | –      | 2      | 1      |
| 10     | Deutschland    | –    | –      | 1      | 1      |
| 10     | Slowenien      | –    | –      | 1      | 1      |
| Gesamt | Gesamt         | 6    | 6      | 6      | 18     |

### Medaillengewinner
| Disziplin     | Gold            | Silber          | Bronze             |
| ------------- | --------------- | --------------- | ------------------ |
| Zeitfahren    | Yanis Berthoud  | Sander Willems  | Tommaso Cingolani  |
| Straßenrennen | Niklas Wiesmayr | Layann Clovis   | Daniel Jett Davies |
| Cross-Country | Lars Peers      | Lucas Rodriguez | Lenart Dejak       |

### Medaillengewinnerinnen
| Disziplin     | Gold               | Silber             | Bronze        |
| ------------- | ------------------ | ------------------ | ------------- |
| Zeitfahren    | Karolína Hajduková | Magdalena Polańska | Edda Bieberle |
| Straßenrennen | Anna Bonassi       | Anna Meeusen       | Melanie Rowe  |
| Cross-Country | Yaëlle Klauser     | Lilly Temar        | Natalia Pirog |